# Bradyidius styliformis
Bradyidius styliformis is een eenoogkreeftjessoort uit de familie van de Aetideidae. De wetenschappelijke naam van de soort is voor het eerst geldig gepubliceerd in 1987 door Othman & Greenwood.